# Kara-Üngkür
Der Kara-Üngkür (kirgisisch Кара-Үңкүр; usbekisch Тентаксой Tentaksoy) ist ein rechter Nebenfluss des Qoradaryo (Kara-Daryja) in Kirgisistan und in Usbekistan (Zentralasien).
Der Karaüngkür entspringt am Südhang des nördlichen Teils des Ferghanagebirges. Der Fluss fließt in südwestlicher Richtung und erreicht die Tiefebene des Ferghanatals. Er durchfließt die Stadt Basar-Korgon, überquert die Grenze nach Usbekistan und wendet sich allmählich nach Westen. Er passiert die Stadt Paxtaobod. Der Moylisuv (Mailuu-Suu) mündet rechtsseitig in den Karaüngkür. Wenige Meter flussabwärts trifft der Große Ferghanakanal von rechts auf den Fluss. Der Karaüngkür wendet sich nun nach Süden und erreicht nach knapp 3 km am Nordrand der Provinzhauptstadt Andijon den Qoradaryo. Der Karaüngkür hat eine Länge von 126 km. Er entwässert ein Areal von 4130 km². Der mittlere Abfluss beträgt 29,6 m³/s.